# Oláhivánfalva
Oláhivánfalva románul: Ighișu Vechi, falu Romániában, Erdélyben, Szeben megyében.

## Fekvése
Medgyestől délkeletre fekvő település.

## Története
Oláhivánfalva, Ivánfalva Árpád-kori település. Neve már 1291-ben említve volt Mikuzala[sa], Iwankatelwke néven. Ekkor Szerdahelyi Vng Péter fia: Szerdahelyi Jung Peter, Jakob és Hannus nevű testvérei nevében is 24 márkáért örökre eladta a Szebenszékben, az alcinai szászok földje mellett fekvő Mikuzala[sa] nevű földjét, (melyet a szászok Iwankatelwke néven neveztek) Helweg, Gerlah és Stephan nevű alcinai comeseknek.
További névváltozatai: 1357-ben Iwanfalua, 1366-ban nobiles de Iwanffolwa, 1403-ban Juanfolwa, 1733-ban Ibisdorf, 1750-ben Ibistorff, 1888-ban Ighisdorfulu romanu, 1913-ban Oláhivánfalva, 1909/19között Ibidorful-român (Ighidorful-român), Oif,
Walachisch-Eibesdorf.
1454-ben Péter ivánfalvi (de villa Ysopis) plébános, selykszéki dékán, és Balázs kisselyki plébános a Selyki dékánátushoz tartozó plébánosok nevében tiltják Máté püspököt attól, hogy bizonyos nekik járó tizedeket továbbra is magának foglalhasson.
1483-ban Iwanfalwa-n a Gerendieknek volt részbirtokuk.
A trianoni békeszerződés előtt Nagy-Küküllő vármegye Szentágotai járásához tartozott.
1910-ben 897 lakosából 8 magyar, 882 román volt. Ebből 47 görögkatolikus, 835 görögkeleti ortodox volt.

## Források

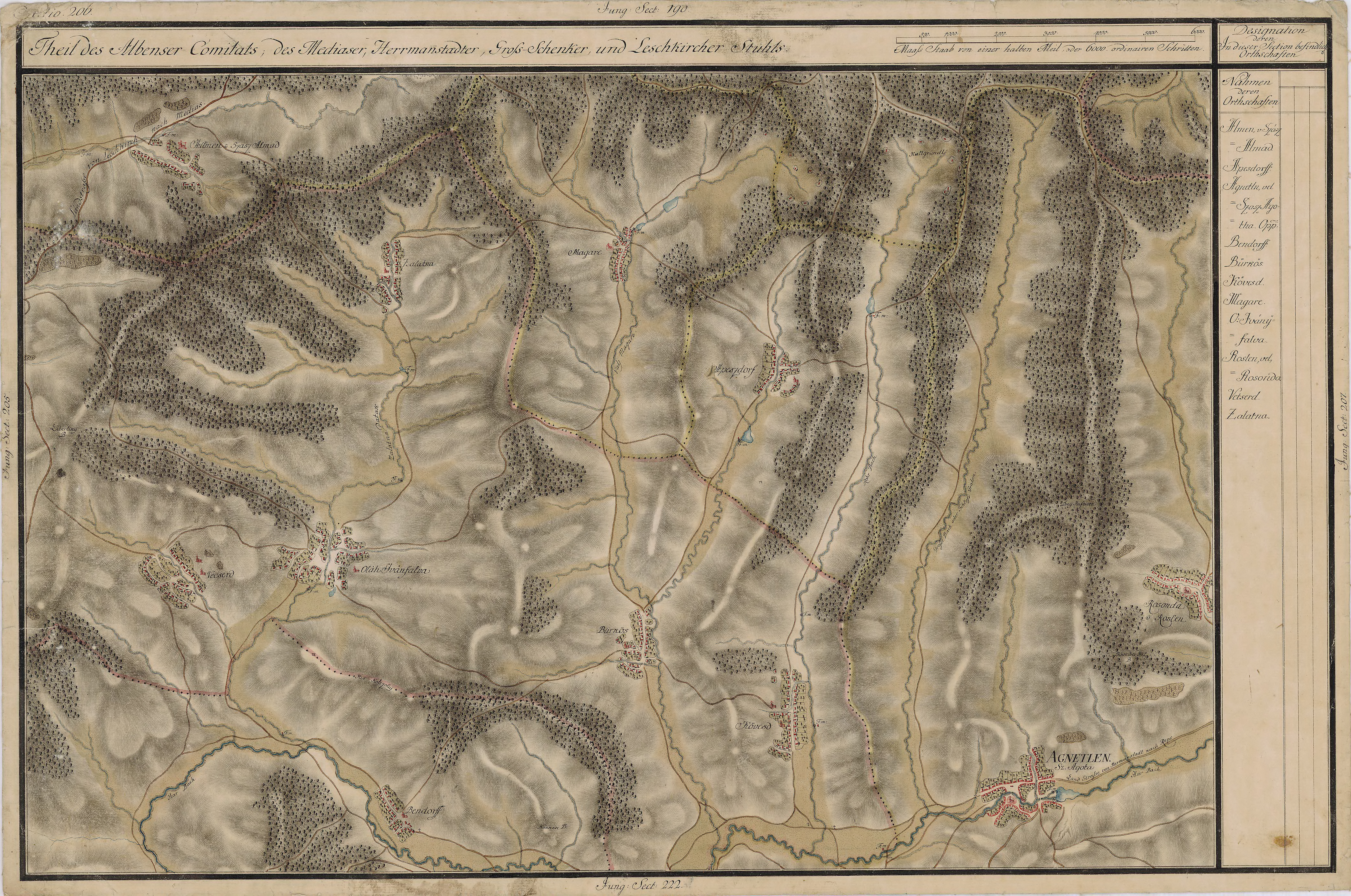
Oláhivánfalva egy régi térképen

## Galéria

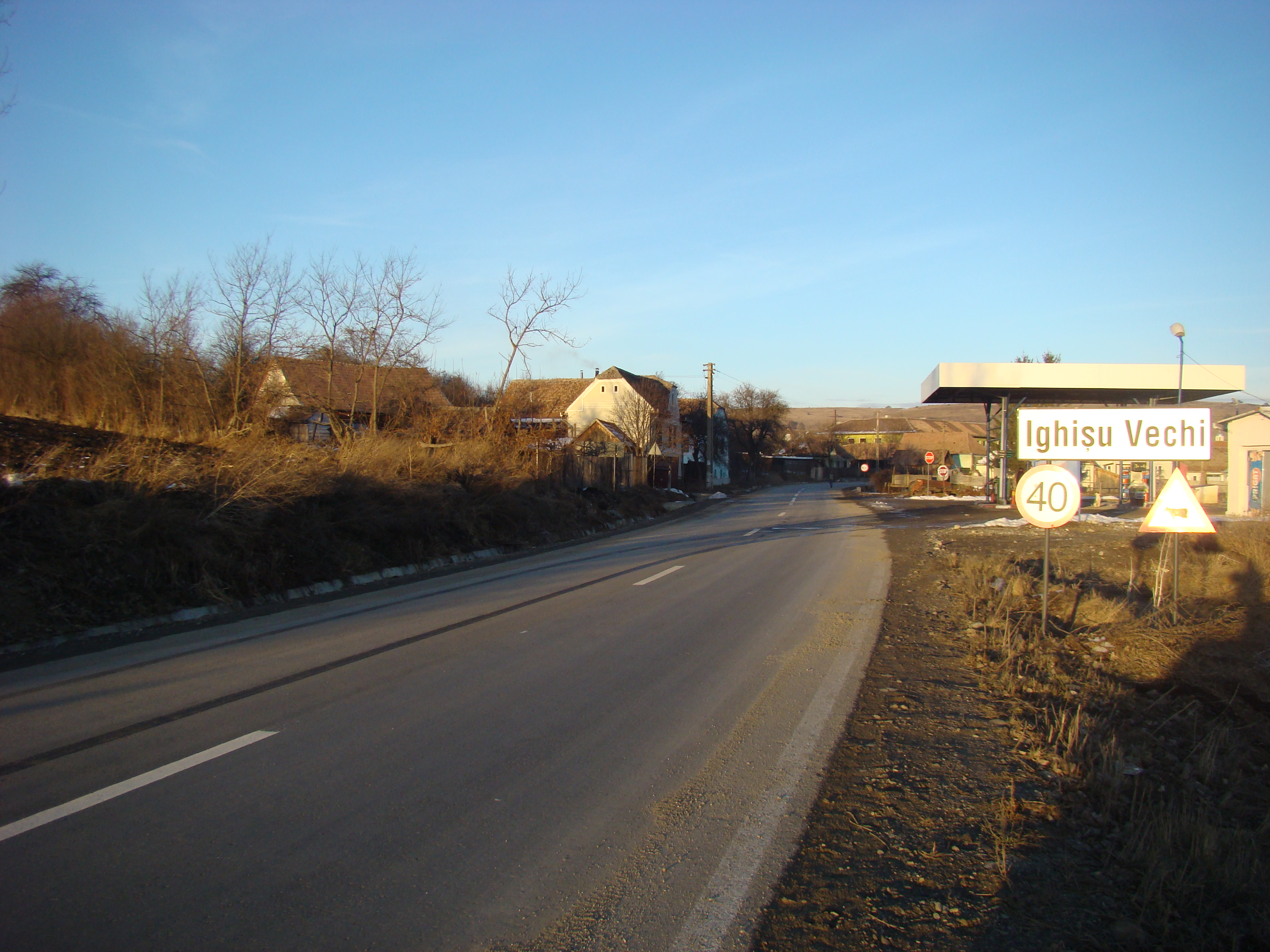
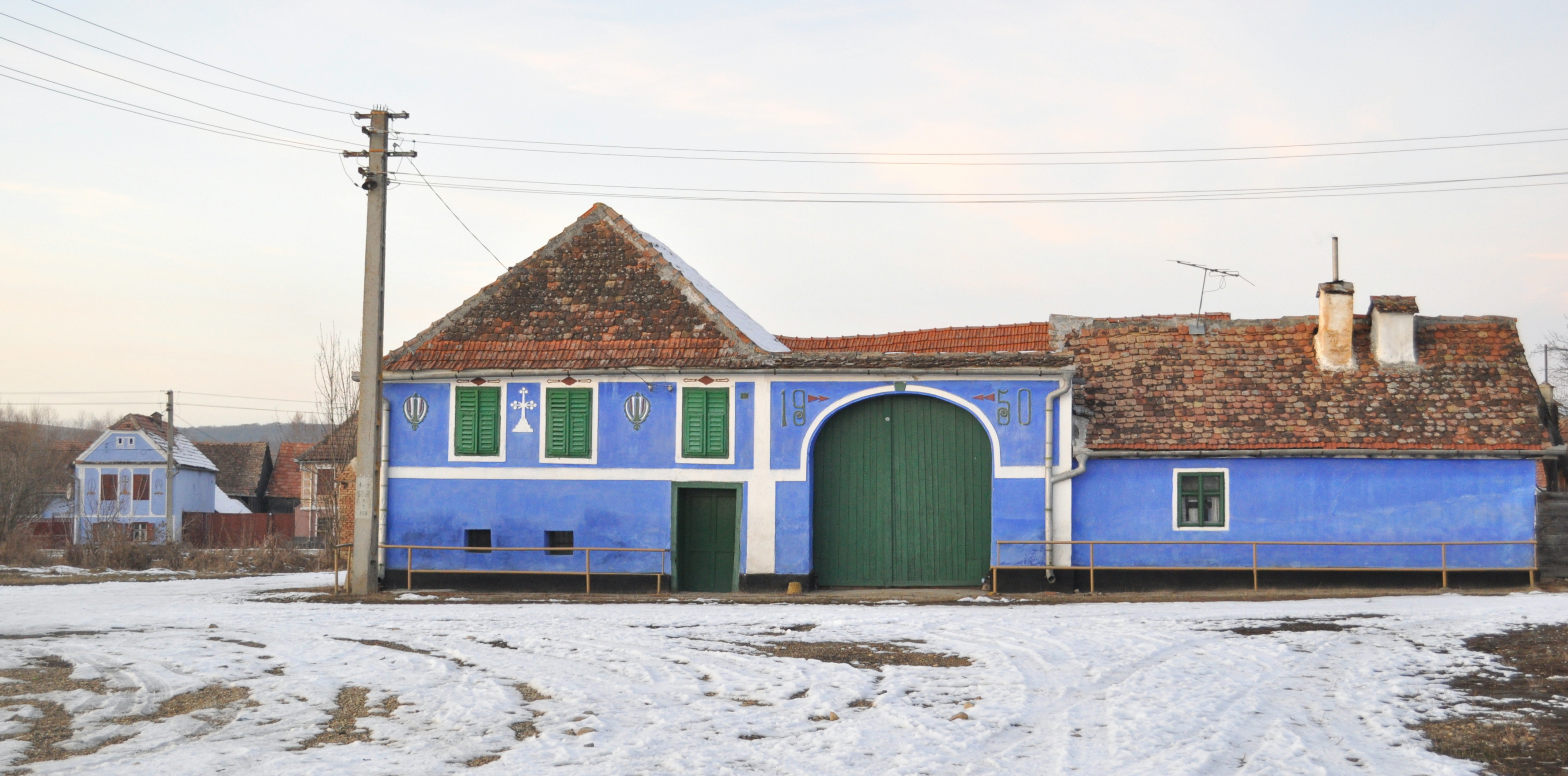
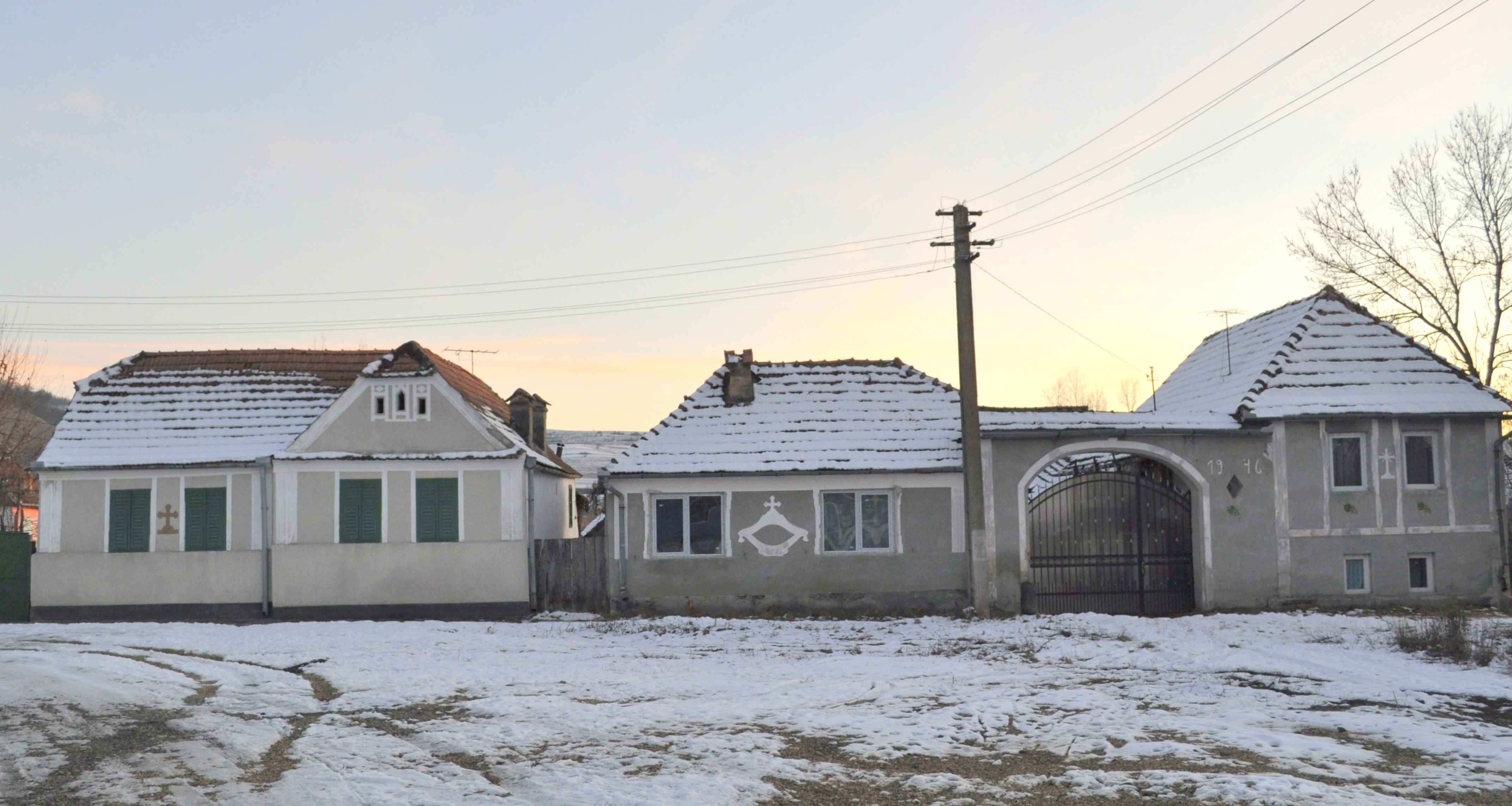
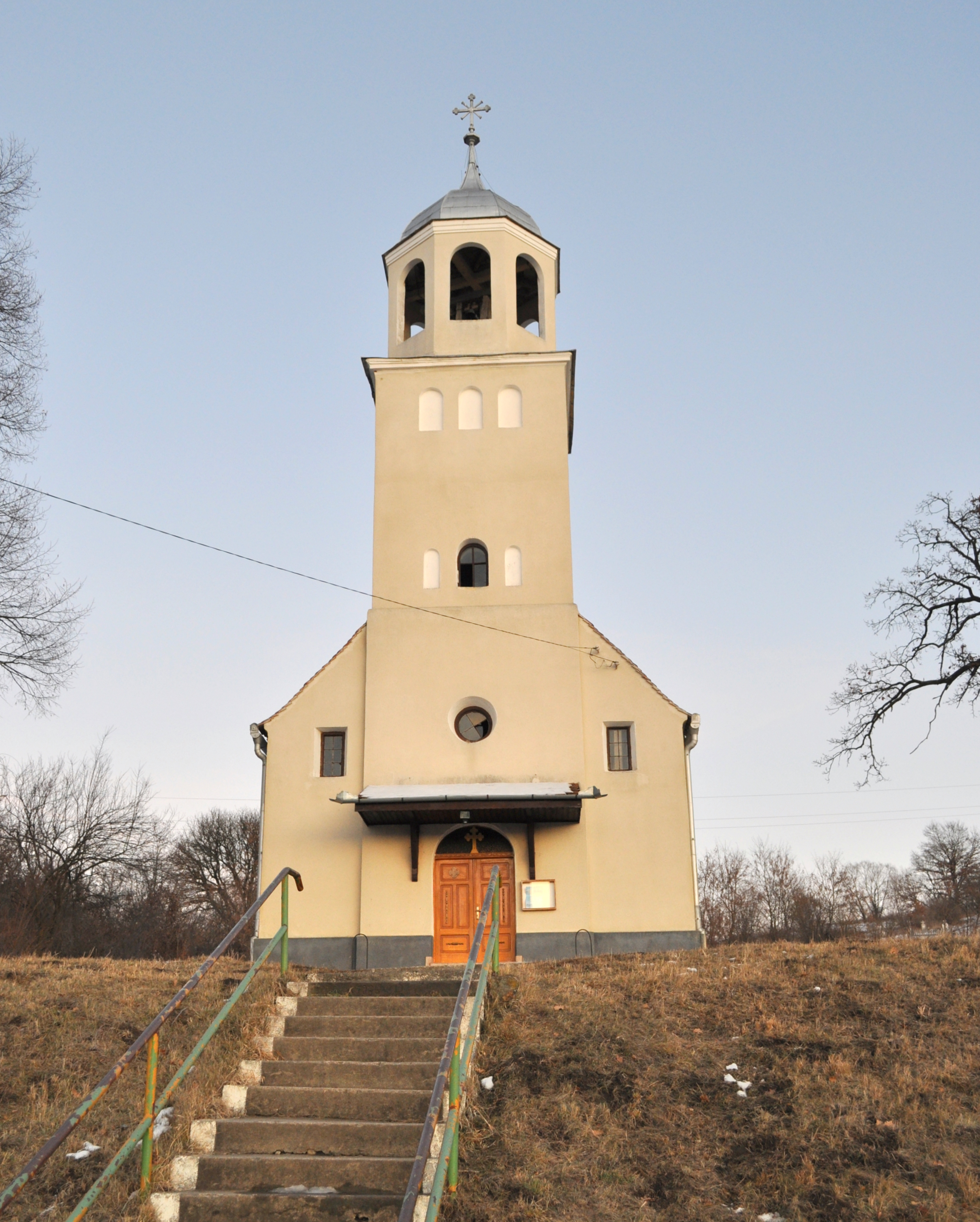